# Belgijscy posłowie do Parlamentu Europejskiego 2024–2029
Belgijscy posłowie X kadencji do Parlamentu Europejskiego zostali wybrani w wyborach przeprowadzonych 9 czerwca 2024, w których wyłoniono 22 deputowanych.

## Posłowie według list wyborczych

### Flamandzkie kolegium wyborcze
Interes Flamandzki
- Gerolf Annemans
- Barbara Bonte
- Tom Vandendriessche

Nowy Sojusz Flamandzki
- Assita Kanko
- Kris Van Dijck
- Johan Van Overtveldt

Chrześcijańscy Demokraci i Flamandowie
- Wouter Beke
- Liesbet Sommen

Vooruit
- Bruno Tobback
- Kathleen Van Brempt

Flamandzcy Liberałowie i Demokraci
- Hilde Vautmans

Groen
- Sara Matthieu

Robotnicza Partia Belgii
- Rudi Kennes

### Walońskie kolegium wyborcze
Ruch Reformatorski
- Benoît Cassart
- Olivier Chastel
- Sophie Wilmès

Partia Socjalistyczna (walońska)
- Estelle Ceulemans
- Elio Di Rupo

Robotnicza Partia Belgii
- Marc Botenga

Les Engagés
- Yvan Verougstraete

Ecolo
- Saskia Bricmont

### Niemieckie kolegium wyborcze
Partia Chrześcijańsko-Społeczna
- Pascal Arimont